# GameIT College
GameIT College er nu navnet på det tidligere Grenaa Tekniske Gymnasium, og er en uddannelse der består af to integrerede dele: Kernen i programmet er en gymnasial uddannelse, htx eller hhx, suppleret af et undervisningsprogram med fokus på informationsteknologi.
Projektleder på IT-College Denmark er Christina Jønsson.

## Aktiviteter
Foruden gymnasieuddannelsen, har GameIT følgende sideløbende aktiviteter.

### 1. år (obligatorisk)
- Pc-kørekort
- Multimedieundervisning
- Programmering
- Lektiehjælp
- Idræt

### 2. og 3. år (valgfrit)
- Cisco CCNA-certificering
- MCP – Microsoft Certified Professional

## Eksterne henvisning
- GameIT Colleges hjemmeside
- Grenaa Tekniske Skoles hjemmeside Arkiveret 8. oktober 2012 hos  Wayback Machine

|  | Denne artikel om en bygning eller et bygningsværk kan blive bedre, hvis der indsættes et (bedre) billede. Du kan hjælpe ved at afsøge Wikimedia Commons for et passende billede eller lægge et op på Wikimedia Commons med en af de tilladte licenser og indsætte det i artiklen. |

56°24′20″N 10°53′11″Ø / 56.40556°N 10.88639°Ø